# 須美江インターチェンジ
須美江インターチェンジ（すみえインターチェンジ）は、宮崎県延岡市須美江町にある東九州自動車道のインターチェンジ（延岡方面出入口のみのハーフインターチェンジ）（地域活性化インターチェンジ）である。須美江ICを含む佐伯IC - 北川IC間は新直轄区間であるため、無料で通行可能である。

## 歴史
- 2009年（平成21年）6月30日：国土交通省より地域活性化ICの追加設置が決定され、須美江ICが追加される[2]。
- 2011年（平成23年）2月3日：東九州自動車道新設工事（大分県佐伯市大字上岡から宮崎県延岡市北川町長井まで）ならびにこれに伴う二級河川および市道付替工事について国土交通大臣より土地収用法に基づく事業認定が公示される[3]。
- 2012年（平成24年）
  - 5月10日：国交省九州地方整備局が10日に九州各県の知事に通達した平成24年度の事業計画で、具体的な開通予定が示されていなかった北浦IC - 須美江ICが「平成28年度中開通」と明記された[4]。
  - 12月15日：須美江IC - 延岡JCT/IC間開通に伴い、供用開始[5]。
  - 6月14日：北浦IC - 須美江IC間の開通予定年度が、「平成28年度」から「平成26年度」へ2年前倒することが発表された[6][7]。
- 2013年（平成25年）12月25日：北浦IC - 須美江IC間の開通予定年度が、「平成26年度」から「平成25年度」へ1年前倒しすることが発表された[6][7]。
- 2014年（平成26年）3月8日：北浦IC - 須美江IC間開通[1][8][9][10]。

## 周辺
- 日豊海岸
- 日豊海岸国定公園
- 道の駅北浦

須美江町
- 須美江家族旅行村
- 須美江海水浴場
- 普門寺
- 須怒江神社

熊野江町
- 熊野江小学校
- 南浦中学校
- 延岡熊野江郵便局
- 熊野江海水浴場

浦城町
- 浦城港
  - 日豊汽船フェリー乗り場（島浦-浦城間）
- 浦城小学校
- 浦城海水浴場

## 接続する道路
- 直接接続
  - 宮崎県道243号須美江インター線
- 間接接続
  - 国道388号

## 料金所
無料区間のため、設置されていない。

## 隣
E10 東九州自動車道
(20) 北浦IC/北浦臨海パーク - (20-1) 須美江IC - (21) 北川IC/道の駅北川はゆま